# Puchar Świata w Lekkoatletyce 1998
8. Puchar Świata w Lekkoatletyce – ósma edycja lekkoatletycznego pucharu świata została zorganizowana w Johannesburgu w Republice Południowej Afryki. Zawody odbyły się między 11 a 13 września 1998 roku na Johannesburg Stadium, a ich głównym organizatorem było International Association of Athletics Federations. Wśród panów trzeci raz z rzędu najlepsza okazała się ekipa Afryki.

## Końcowe rezultaty
| Pozycja | Drużyna           | Punkty |
| ------- | ----------------- | ------ |
| 1       | Afryka            | 110    |
| 2       | Europa            | 109    |
| 3       | Niemcy            | 102    |
| 4       | Ameryka           | 97     |
| 5       | Stany Zjednoczone | 94     |
| 6       | Wielka Brytania   | 89     |
| 7       | Azja              | 64     |
| 8       | Oceania           | 53     |

| Pozycja | Drużyna           | Punkty |
| ------- | ----------------- | ------ |
| 1       | Stany Zjednoczone | 96     |
| 2       | Europa            | 94     |
| 3       | Afryka            | 88     |
| 4       | Rosja             | 87     |
| 5       | Ameryka           | 81     |
| 6       | Niemcy            | 75     |
| 7       | Azja              | 45     |
| 8       | Oceania           | 41     |